# Choisy-au-Bac

Choisy-au-Bac este o comună în departamentul Oise, Franța. În 1 ianuarie 2022 avea o populație de 3.386 de locuitori.